# 亞庫拉區
23°06′S 46°39′E / 23.100°S 46.650°E

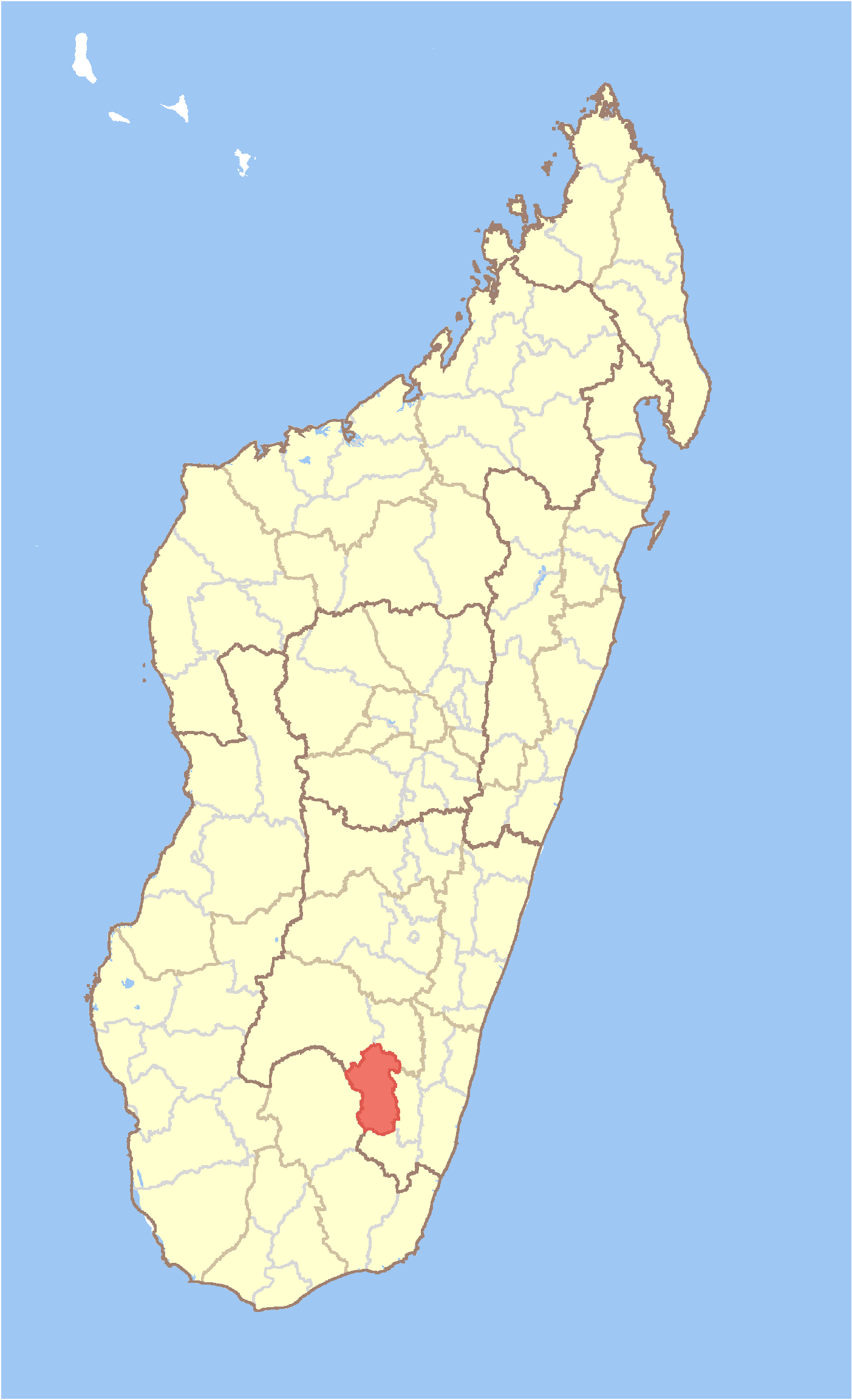

亞庫拉區，是馬達加斯加的行政區，位於該國南部，由伊霍羅貝區負責管轄，首府設於亞庫拉，面積4,633平方公里，2011年人口47,764，人口密度每平方公里10人。